# Iarfhlaith
Iarfhlaith  è un nome proprio di persona irlandese maschile.

## Varianti
- Maschili: Iarlaith[1][2]
  - Forme anglicizzate: Jarlath[1][2], Hierlath

## Origine e diffusione
È composto da due elementi irlandesi: mentre il secondo, flaith, vuol dire "signore", "capo", "principe", ed è attestato anche in vari altri nomi (quali Órfhlaith, Gormlaith, Flaithrí, Conlaoch e Tuilelaith), il significato del primo, ior, è incerto; potrebbe essere ricollegato a iar ("dopo"), íar ("ovest"), iar ("scuro", "buio") o al gallese ''ior ("signore").

## Onomastico
Due santi portano questo nome, quindi l'onomastico può essere festeggiato in memoria di uno qualsiasi dei due: san Jarlath, discepolo di san Patrizio e vescovo di Armagh, commemorato il 1º febbraio, e san Iarlath di Tuam, studente di san Benigno, profeta e fondatore di un collegio e un monastero a Cluain Fois, ricordato il 6 giugno.

## Persone
- Iarfhlaith Davoren, calciatore irlandese